# Zonophryxus similis
Zonophryxus similis is een pissebed uit de familie Dajidae. De wetenschappelijke naam van de soort is voor het eerst geldig gepubliceerd in 1914 door Searle.